# SPK
Az SPK ausztrál indusztriális metal együttes volt 1978 és 1988 között. Az indusztriális műfajon kívül még számtalan egyéb műfajban is jelen voltak, például dark ambient, experimental music, "minimal wave", noise music (zaj-zene) stb. Utolsó kiadványuk egy koncertalbum volt. 1988-ban feloszlottak, Graeme Revell zenész és alapító pedig filmzenéket kezdett szerezni. Az SPK több rövidítést is takar az albumborítók szerint, pl. Surgical Penis Klinik, System Planning Korporation, Selective Pornography Kontrol stb. Az SPK igazi jelentése a Sozialistiches PatientenKollektiv.

## Diszkográfia
- Information Overload Unit (1981)
- Leicherschrei (1982)
- Auto-Da-Fé (válogatáslemez, 1983)
- Machine Age Voodoo (1984)
- Zamia Lehmanni: Songs of Byzantine Flowers (1986)
- Digitalis Ambigua: Gold & Poison (1987)
- Oceania (koncertalbum, 1988)

## Posztumusz kiadványok
- Box (box set, 1992)